# Dorotei
I dorotei furono una delle principali correnti politiche della Democrazia Cristiana, noti come tali in considerazione di un convento di Roma dedicato a Santa Dorotea nel quale alcuni leader di Iniziativa democratica si riunirono nel 1959.
Per cultura politica e tradizione l'area dorotea indubbiamente ne rappresentava la porzione moderata, in ragione di valori innanzitutto conservatori sul piano sociale, con delle opinioni  anticomuniste, attente alle istanze delle gerarchie ecclesiastiche e del mondo industriale, in una posizione centrale all'interno della vivace dialettica fra le diverse anime.
Nei lunghi anni di attività politica e di governo la corrente dorotea affrontò trasformazioni, scissioni e contrasti al proprio interno.

## La storia della corrente

### Premessa
Sin dal Consiglio Nazionale democristiano del 1957 a Vallombrosa emersero delle forti tensioni tra il Segretario del partito Amintore Fanfani e buona parte del gruppo dirigente della corrente maggioritaria della DC Iniziativa democratica (cui apparteneva lo stesso Fanfani). Il contrasto nacque sostanzialmente sulla prospettiva di un avvicinamento della Democrazia Cristiana al Partito Socialista Italiano. In quell'occasione, Fanfani propose una linea meno ostile nei confronti del PSI, affermando che l'atteggiamento della DC verso quel partito sarebbe anche potuto mutare, secondo le garanzie democratiche che esso avesse saputo offrire.
All'interno d'Iniziativa democratica affiorarono dei dissensi. Esponenti di primo piano della corrente e delle istituzioni come Carlo Russo, Mariano Rumor (Vicesegretario del partito), Paolo Emilio Taviani, Emilio Colombo, Giacomo Sedati e Tommaso Morlino non votarono a favore della relazione di Fanfani.
Dopo le vittoriose elezioni del 1958, Fanfani assunse la guida del governo, mantenendo contemporaneamente la segreteria del partito e l'incarico ad interim di Ministro degli esteri. Una simile concentrazione di potere creò numerose preoccupazioni all'interno di Iniziativa Democratica e del partito, favorendo l'emergere del fenomeno dei franchi tiratori contro il governo.
Dopo l'ennesima bocciatura in parlamento, il 26 gennaio 1959 Fanfani rassegnò contestualmente le dimissioni da Presidente del Consiglio e da Segretario della DC. Fu convocato a Roma per il 14 - 17 marzo un Consiglio Nazionale della DC che avrebbe dovuto discutere della situazione politica.

### La nascita dei dorotei
In vista del Consiglio Nazionale, gli esponenti di Iniziativa Democratica si riunirono nel convento delle suore di Santa Dorotea a Roma. In quella sede, la maggioranza della corrente scelse di accettare le dimissioni di Fanfani da Segretario, accantonando la linea politica di apertura a sinistra.
Si determinò in questo modo una spaccatura tra gli uomini rimasti vicini all'ex Segretario e il gruppo dissidente (ormai da tutti ribattezzato dei dorotei) raccolto attorno ad Antonio Segni (nel frattempo nominato a capo di un monocolore democristiano appoggiato dai liberali e dalle destre), Mariano Rumor, Paolo Emilio Taviani, Emilio Colombo, Giacomo Sedati e, seppure su una posizione più autonoma, Aldo Moro.
L'ordine del giorno dei fanfaniani che rifiutava le dimissioni del Segretario fu respinto dal Consiglio Nazionale con 54 no, 37 sì e 9 astenuti. Su indicazione dei dorotei, Aldo Moro fu nominato nuovo Segretario.
La linea politica che i dorotei dettarono al partito e con la quale si presentarono all'imminente VII Congresso Nazionale di Firenze nel 1959 era nettamente opposta a quella di Fanfani: fiducia confermata al Governo Segni (almeno finché i voti missini non fossero divenuti determinanti) e chiusura per il momento all'ipotesi di accordo con il PSI.
Le differenze tra i dorotei e Fanfani in questa fase erano alquanto profonde e dettate da un approccio culturale e politico differente ai problemi posti dalla fine della stagione centrista. Per Fanfani, erede spirituale e politico di Dossetti, contavano soprattutto tre fattori: lo Stato, il partito e il singolo. Il partito doveva imporre dall'alto, al popolo, la propria visione del mondo. Per i membri della corrente dorotea invece si trattava di dar voce ai valori già presenti nella società, interpretarli e tradurli in una dimensione politica.

### Il centro-sinistra
Al Congresso di Firenze dell'ottobre 1959 i dorotei riuscirono a far prevalere ancora una volta la loro linea politica, nonostante l'impegno dei fanfaniani e delle sinistre interne per una più rapida svolta verso il centro-sinistra. Nelle elezioni per il Consiglio Nazionale, grazie all'alleanza con le destre interne di Giulio Andreotti e Mario Scelba, Impegno Democratico ottenne una solida maggioranza: 52 furono gli eletti dorotei, contro i 36 della lista formata da fanfaniani e sindacalisti. Un solo seggio andò infine alla corrente andreottiana e alla Sinistra di Base.
Tuttavia la crisi successiva alla caduta del governo di Antonio Segni rese evidente a tutti che il quadro politico italiano avesse bisogno di una svolta: il PSDI e il PRI avevano ormai abbandonato la prospettiva di partecipare a governi "centristi", mentre l'esperienza del breve governo Tambroni aveva dimostrato le difficoltà di governare con l'appoggio della destra missina. Aldo Moro cominciò dunque a traghettare il partito e la corrente dorotea verso l'apertura a sinistra: al successivo Congresso Nazionale di Napoli (nel gennaio del 1962) la DC decise di aprire una stagione di collaborazione con il PSI, seppur escludendo per il momento la possibilità di un'organica partecipazione di quel partito al governo. Da questa decisione nacque il quarto governo Fanfani: un tripartito DC-PSDI-PRI, che godeva dell'appoggio esterno determinante del PSI.
I dorotei si confermarono nel Congresso di Napoli la corrente maggioritaria all'interno della DC; alle elezioni del Consiglio Nazionale in una lista unica con i fanfaniani (denominata degli Amici di Moro e Fanfani),  ottennero 52 seggi, contro i 28 fanfaniani. Altri 22 seggi andarono alla lista della destra interna di Andreotti e Scelba, mentre le sinistre sindacalista e basista ottennero 18 seggi.
Il nuovo governo di Fanfani si impegnò profondamente per la realizzazione del programma di governo, compiendo anche scelte sgradite allo storico elettorato democristiano, come per esempio la scelta di nazionalizzare l'energia elettrica o la proposta di legge urbanistica del ministro Fiorentino Sullo. Anche a causa di queste scelte, alle elezioni politiche del 1963 la DC subì un brusco calo di consensi. I dorotei si fecero interpreti di questo scontento e d'allora in poi cominciarono a lavorare per mitigare la portata delle iniziative legislative della nuova coalizione, così da non alienare al partito i consensi del suo elettorato tradizionale.
Anche su pressione dei dorotei, Fanfani fu allontanato dalla Presidenza del Consiglio, dove all'inizio di dicembre del 1963 fu nominato Aldo Moro. Al suo posto Mariano Rumor, uno dei leader storici della corrente, fu nominato nuovo segretario del partito.

### Gli anni sessanta
Con Moro al governo, Segni alla presidenza della Repubblica e Rumor alla segreteria, il gruppo storico della corrente dorotea occupava all'inizio degli anni Sessanta le posizioni più rilevanti della vita politica nazionale. Di particolare importanza fu l'azione di Rumor come segretario del partito: nei cinque anni alla guida della DC, Rumor cercò di rassicurare l'elettorato moderato, nel tentativo di recuperare i consensi persi nelle elezioni precedenti.
Il nuovo segretario e con lui tutto il gruppo dirigente doroteo s'impegnarono a fondo per una normalizzazione della spinta riformista del primo centro-sinistra, mettendo spesso in difficoltà il Presidente del Consiglio Aldo Moro. In particolare, si possono ricordare le posizioni che nel primo quinquennio di governo di centro-sinistra assunse il Ministro del Tesoro Emilio Colombo, la cui linea di rigore economico creò forti tensioni sia con l'ala socialista della coalizione, sia con lo stesso Presidente del Consiglio.
In questo periodo, la corrente dorotea di Impegno democratico restò quella di maggioranza relativa all'interno del partito. Al congresso nazionale del 1964 ottenne il 46,5% dei voti e 56 seggi in Consiglio Nazionale, mentre in quello del 1967, fortemente ridimensionata, ottenne comunque la maggioranza relativa con 34 seggi.
Proprio in occasione di quest'ultimo congresso, avvenne nella corrente dorotea una prima importante scissione, per opera del gruppo riunitosi attorno alle posizioni di Paolo Emilio Taviani: i pontieri. Questo gruppo, che mirava a costruire un legame tra le posizioni della maggioranza del partito e le correnti della sinistra interna, si presentò in autonomia al congresso, ottenendo 14 seggi in Consiglio Nazionale. In quella stessa occasione, infine, si evidenziò per la prima volta una spaccatura tra il nucleo storico dei dorotei e quello degli amici di Aldo Moro (i morotei): riuniti in una lista unitaria per le elezioni del Consiglio Nazionale, i morotei trattarono in autonomia per assicurarsi 14 seggi nel nuovo organismo.
Alle elezioni politiche del 1968 la DC riuscì ad aumentare i propri voti: questo risultato allontanò lo spettro di un calo costante dei consensi attorno al partito di maggioranza relativa e indusse il gruppo dirigente doroteo a pensare che la propria linea politica avesse pagato. Aldo Moro, ormai in rotta con i dorotei, fu sostituito da Rumor alla guida del governo.
Gli anni Sessanta si chiusero con due eventi traumatici per la corrente dorotea. Il primo fu la decisione di Aldo Moro di uscire ufficialmente dalla corrente, dichiarando che si sarebbe collocato in una posizione autonoma nella organizzazione interna del partito. 
Il secondo fu la tribolata elezione, il 19 gennaio 1969, di Flaminio Piccoli a nuovo segretario politico: nel corso della votazione in Consiglio Nazionale, Piccoli ottenne solo la maggioranza relativa, colpito dai franchi tiratori della sua stessa maggioranza.

### Gli anni settanta
La segreteria Piccoli, appoggiata dai dorotei, dai fanfaniani e dagli amici di Paolo Emilio Taviani, entrò presto in crisi proprio a causa dei dissidi all'interno della stessa corrente dorotea. Nonostante all'XI Congresso Nazionale del 1969 Impegno Democratico si fosse confermata la prima corrente del partito (con il 38,3% dei voti e 46 seggi in Consiglio Nazionale), questa componente era minata da dissidi interni sulle prospettive di governo nel quadro di una crisi economica e sociale profonda.
Il 20 ottobre 1969 si consumò la principale scissione nella storia della corrente dorotea. Piccoli e Rumor annunciarono lo scioglimento di Impegno Democratico, con lo scopo dichiarato di fare un passo verso lo scioglimento di tutte le correnti del partito. Tale mossa, in realtà, servì principalmente a separare l'area che di riferimento del loro dal gruppo riunitosi attorno alle posizioni di Emilio Colombo e Giulio Andreotti (da qualche anno entrato in Impegno Democratico), che si opposero allo scioglimento della corrente. Grazie a questa decisione, i dorotei si divisero in due tronconi: Iniziativa Popolare, l'area maggioritaria riconducibile a Piccoli, Rumor, Bisaglia, e Impegno Democratico, che invece teneva uniti quanti si riconoscevano in Colombo e Andreotti.
A seguito della scissione dorotea, Piccoli si dimise da segretario del partito. Per la prima volta dopo anni, venne eletto un nuovo segretario proveniente da una corrente diversa da quella dorotea: si trattò del fanfaniano Arnaldo Forlani. Durante tutto il decennio degli anni settanta, pur se Iniziativa Popolare si confermò la prima corrente all'interno del partito (riassorbendo fra l'altro la scissione dei cosiddetti pontieri di Taviani), i dorotei non riuscirono più a esprimere un segretario nazionale del partito.
Rumor rimase Presidente del Consiglio e cercò di rilanciare l'azione del governo: venne definitivamente deciso il varo delle regioni; fu approvato lo Statuto dei Lavoratori, accompagnato da incentivi salariali, pensionistici e previdenziali; si cercò di porre un argine alla violenza politica e ai disordini. Tuttavia la crisi della formula politica di centro-sinistra creò una situazione di profonda instabilità che travolse i governi di Rumor e tutti quelli che si alternarono nel corso del decennio.
Nel quadro della crisi complessiva del Paese e della politica di centro-sinistra, i dorotei continuarono a rappresentare l'ala moderata della Democrazia Cristiana, opponendosi alla politica del dialogo verso il PCI. In questo contesto, appoggiarono le segreterie dirette da Arnaldo Forlani e Amintore Fanfani, che cercarono di rilanciare il profilo moderato del partito.
Dopo le sconfitte nel referendum sul divorzio del 1974 e alle elezioni regionali del 1975, Fanfani fu sfiduciato nel Consiglio Nazionale DC del luglio 1975. I dorotei contribuirono a rovesciare la segreteria di Fanfani, anche nella speranza di poter rieleggere uno dei loro leader (Flaminio Piccoli) alla guida del partito. Tuttavia gli fu preferito Benigno Zaccagnini.
La DC attraversava un momento assai travagliato: la crisi del centro-sinistra era profonda e la prospettiva di una svolta conservatrice non aveva pagato in termini elettorali. Cominciò ad affacciarsi con insistenza nel partito l'idea di aprire una nuova stagione di dialogo con le forze della sinistra, che rilanciasse il profilo popolare e riformista della DC. Su questa prospettiva si aprì un acceso scontro congressuale nel 1976 tra il blocco moderato (guidato da Forlani) e quello delle sinistre interne (guidato da Benigno Zaccagnini).
Al congresso nazionale del 1976 la corrente dorotea si presentò spaccata ancora una volta: la maggior parte dei membri della corrente (guidati da Piccoli e Bisaglia) appoggiò Forlani; un gruppetto legato a Rumor, Taviani e Colombo, scelse invece di appoggiare Zaccagnini, in aperto contrasto con la nuova generazione di leader dorotei. Zaccagnini vinse di stretta misura il congresso, aprendo in questo modo la breve stagione della solidarietà nazionale.

### Gli anni ottanta
Il fallimento della stagione della solidarietà nazionale condusse alla nuova tendenza moderata, incline a una stretta collaborazione con il PSI in funzione anticomunista. I dorotei furono tra i promotori di questa linea politica, entrando nella maggioranza del preambolo: la coalizione che al Congresso nazionale del 1980 riportò alla segreteria il doroteo Flaminio Piccoli.
Nonostante l'apertura al PSI di Craxi fosse tendenzialmente condivisa, l'organizzazione unitaria di questa componente durante gli anni Ottanta venne presto meno. L'esperienza di Iniziativa Popolare fu superata in seguito al congresso nazionale del 1982, in cui i due maggiori esponenti dorotei (Piccoli e Bisaglia) si trovarono a sostenere candidati diversi alla segreteria del partito.
Nel quadro della scomposizione dell'area dorotea degli anni Ottanta, emerse come principale erede  Impegno Riformista, conosciuta come corrente del Golfo, in riferimento alle origini napoletane di Antonio Gava e Vincenzo Scotti. Nel corso dell'intero decennio furono comunque riscontrabili delle posizioni ascrivibili all'area storicamente definita come dorotea, prevalentemente legate alle figure di singoli leader nazionali.

### Azione Popolare e la fine della DC
L'iniziativa politica di Impegno Riformista e dei suoi leader fu principalmente tesa, sul finire degli anni ottanta, al rafforzamento del governo di coalizione pentapartito e alla riunificazione delle componenti moderate che si erano trovate divise negli ultimi anni da valutazioni differenti rispetto alla segreteria di Ciriaco De Mita: da un lato proprio Impegno Riformista, che aveva condiviso con il nuovo segretario buona parte del suo percorso politico; dall'altro l'area degli amici di Forlani e di altri leader storici del mondo doroteo, che invece si trovavano all'opposizione della segreteria.
Nel 1988, in vista del nuovo Congresso nazionale del partito, il progetto di creazione del Centro della Democrazia Cristiana andò in porto: i dorotei di Impegno Riformista, i forlaniani e alcuni ex-fanfaniani (tra cui Clelio Darida) diedero vita ad Azione Popolare, ricomponendo in tal modo l'area moderata della DC.
Al XVIII Congresso nazionale del 1989, Azione Popolare diventò la corrente di maggioranza relativa del partito con il 37,2% dei voti, superando la sinistra di De Mita. Grazie a questo risultato e insistendo sulla necessità di una svolta nella segreteria del partito, Azione Popolare riuscì a eleggere un suo esponente (Forlani) a Piazza del Gesù.
La segreteria di Forlani si caratterizzò subito per un atteggiamento di disponibilità verso il PSI di Craxi, entrando per questo presto in contrasto con la sinistra interna.
Il risultato delle elezioni politiche del 1992 fu fortemente negativo per la DC. Alla segreteria fu eletto, il 12 ottobre di quell'anno, l'esponente della sinistra democristiana Mino Martinazzoli, e Azione popolare, con la segreteria, perse anche la capacità di sviluppare un'iniziativa politica autonoma. Del resto, erano quelli gli anni della crisi generale del sistema dei partiti usciti dal dopoguerra, crisi scatenata, sul fronte del Partito Comunista, dalla caduta del muro di Berlino e dalla fine dei regimi comunisti dell'Europa orientale e della guerra fredda, e, sul fronte dei partiti di governo, dagli effetti dell'inchiesta giudiziaria di Mani pulite e dal processo per mafia nei confronti di Giulio Andreotti, che rappresentò un trauma per la Democrazia Cristiana e accelerò il processo di dissoluzione del partito, fino allo scioglimento e alla costituzione del nuovo Partito Popolare Italiano.

## Principali esponenti
- Mariano Rumor, Presidente del Consiglio dei ministri e Segretario della Democrazia Cristiana
- Emilio Colombo, Presidente del Consiglio dei ministri
- Filippo Maria Pandolfi, ministro e commissario europeo
- Flaminio Piccoli, Segretario della Democrazia Cristiana
- Antonio Bisaglia, Ministro dell'Agricoltura, delle Partecipazioni Statali e dell'Industria, Presidente dei Senatori DC
- Antonio Gava, Ministro dell'interno e Presidente dei Senatori DC
- Antonio Segni, Presidente della Repubblica Italiana
- Paolo Emilio Taviani, Ministro degli Interni e Segretario della Democrazia Cristiana